# Jazeera Airways
Jazeera Airways oder Al Jazeera Airways (englisch; arabisch طيران الجزيرة, DMG ṭayarān al-Ǧazīra) ist eine kuwaitische Billigfluggesellschaft mit Sitz in Kuwait und Basis auf dem Flughafen Kuwait.

## Geschichte
Jazeera Airways wurde 2005 in Kuwait gegründet. Offiziell ist sie eine Billigfluggesellschaft. Bereits im Jahr 2004 gab es Ideen, eine weitere Fluggesellschaft in Kuwait, neben Kuwait Airways, zu gründen. Ein Jahr später wurden die Gedanken umgesetzt und die Fluggesellschaft erreichte binnen kurzer Zeit einen Rekord an Einnahmen. Jazeera Airways ist eine der wenigen sogenannten „Low-Cost-Airlines“ in den arabischen Staaten. Zu 30 Prozent ist die Boodai Group Besitzer, private Besitzer haben jedoch 70 Prozent. Seit 2005 werden ausschließlich Airbus A320-200 eingesetzt, die durch Lufthansa Technik gewartet werden.
Im Mai 2015 wurde bekannt, dass Jazeera Airways ein eigenes Terminal am Flughafen Kuwait bauen will. Grund dafür ist das geplante Wachstum der Fluggesellschaft und der Schließung der Basis in Dubai durch die dortige Regierung; die Kapazitäten sind am Flughafen in Kuwait bereits stark überlastet. Der Bau des neuen Terminals soll rund 33 Millionen US-Dollar kosten. Die Gespräche mit der Regierung laufen bereits.

## Flugziele
Jazeera Airways fliegt von Kuwait aus Ziele in Afrika, Asien und Europa an.

## Flotte
Mit Stand Januar 2024 besteht die Flotte der Jazeera Airways aus 24 Flugzeugen mit einem Durchschnittsalter von 9,3 Jahren:
| Flugzeugtyp     | Anzahl | bestellt | Anmerkungen | Sitzplätze | Durchschnittsalter |
| --------------- | ------ | -------- | ----------- | ---------- | ------------------ |
| Airbus A320-200 | 13     |          |             | 165        | 13,5 Jahre         |
| Airbus A320neo  | 11     | 18       |             | 174        | 4,3 Jahre          |
| Airbus A321neo  |        | 08       |             | - offen -  |                    |
| Gesamt          | 24     | 26       |             |            | 9,3 Jahre          |